# Diesel Boy
Diesel Boy is een Amerikaanse poppunkband afkomstig uit Santa Rosa, Californië. De band werd opgericht in 1993 en was actief tot en met 2002, waarna de band werd heropgericht in 2011. De discografie van de band bestaat uit vier studioalbums via Honest Don's Records, een ep via Fat Wreck Chords, en een splitalbum met de band Divit via Coldfront Records.

## Geschiedenis
Diesel Boy werd opgericht in 1993 in Santa Rosa, Californië. De eerste uitgave van de band was de ep Strap on Seven-Inch dat via het punklabel Fat Wreck Chords werd uitgegeven op 26 augustus 1996. Na deze eerste en enige uitgave via Fat Wreck Chords ging de band naar een sublabel van Fat Wreck Chords, namelijk Honest Don's Records, en liet hier in totaal vier studioalbums uitgeven. Het debuutalbum Cock Rock werd uitgegeven op 6 juli 1996. Het tweede studioalbum getiteld Venus Envy volgde op 10 februari 1998. Drummer en oorspronkelijk lid Mike Schaus verliet de band al snel na de opnamesessies van dit album. Hij werd eind 1998 vervangen door Geoff Arcuri, die voorheen in de band Shyster had gespeeld. De andere studioalbums Sofa King Cool en Rode Hard and Put Away Wet werden uitgegeven in 1999 en 2001. Alle studioalbums zijn geproduceerd door Ryan Greene. In 2001, na de uitgave van het laatste studioalbum, kondigde Diesel Boy aan dat de band opgeheven zou worden. Het laatste concert van de band was in 2002.
In 2006 maakte de band een Myspace-account aan en later in 2009 een account voor Facebook. In oktober 2010 kwamen de bandleden weer bij elkaar en in op 18 juli 2011 werd bekendgemaakt dat de band bezig was met een nieuw studioalbum.

## Leden
- Dave Lake - zang, gitaar (1993-heden)
- Justin Werth - gitaar, zang (1993-heden)
- Greg Hensley - basgitaar (1993-heden)
- Geoff Arcuri - drums (1999-heden)

Voormalige leden
- Mike Schaus - drums (1993-1999)
- Jeff Francis - zang (2006-2007)

## Discografie
| Jaar | Titel                      | Label                | Soort       |
| ---- | -------------------------- | -------------------- | ----------- |
| 1996 | Strap on Seven Inch        | Fat Wreck Chords     | Ep          |
| 1996 | Cock Rock                  | Honest Don's Records | Studioalbum |
| 1998 | Venus Envy                 | Honest Don's Records | Studioalbum |
| 1999 | Sofa King Cool             | Honest Don's Records | Studioalbum |
| 2001 | Rode Hard and Put Away Wet | Honest Don's Records | Studioalbum |
| 2001 | Double Letter Score        | Coldfront Records    | Splitalbum  |